# Gitano (película de 1970)
Gitano  es una película argentina filmada en colores dirigida por Emilio Vieyra según el guion de Salvador Valverde Calvo que se estrenó el 4 de junio de 1973 y que tuvo como protagonistas a Sandro, Soledad Silveyra, Ricardo Bauleo y  Silvina Rada. La película fue filmada parcialmente en Necochea.

## Sinopsis
El hijo de un gitano que trabaja en un parque de diversiones, acusado de un crimen que no cometió, se escapa y esconde junto a su compañero.

## Reparto
- Sandro …Roberto Vega
- Soledad Silveyra …Carmen
- Ricardo Bauleo …Miguel Ríos
- Silvina Rada …Alejandra
- Pedro Buchardo
- Juan Carlos Galván …Antonio
- Noemí Laserre
- Carlos Muñoz
- Romualdo Quiroga …Don Pedro Mancini
- Isidro Fernán Valdez
- Alejandro Anderson
- Walter Kliche
- Aldo Bigatti
- Justo Martínez
- Gloria Prat
- Roberto Airaldi
- Mónica Cramer
- Carlos Bianquet
- Rubén Tuesta …Policía De Tránsito

## Comentarios
revista Gente dijo:

”Solo para admiradores de Sandro.”

Clarín dijo:

”Con gran dominio del oficio y una incuestionable perspicacia para exaltar las características físicas y la personalidad del cantante, el director ha logrado aquí el mejor film de Sandro de todos los que presentó hasta el momento.”

Manrupe y Portela escriben:

”Kitsch, imaginativa y sacando provecho del mejor perfil de Sandro. Un buen entretenimiento para fans.”